# Julian Castro
Julián Castro (San Antonio, 16 de setembro de 1974) é um político norte-americano, filiado ao partido Democrata. Foi o 16º Secretário de Habitação e Desenvolvimento Urbano do Governo dos Estados Unidos.
De 2009 a 2014, Castro foi o prefeito de sua cidade natal, San Antonio, no Texas, quando então foi convidado pelo Presidente Obama para compor o seu Gabinete.

## Conselheiro Municipal e Prefeito de San Antonio
Em 2001, Castro foi eleito para compor o conselho da cidade de San Antonio, representando o 7º distrito, tornando-se, assim, o mais jovem conselheiro já eleito por aquela cidade, superando Henry Cisneros, eleito em 1975, com 27 anos.
Em 2005, candidatou-se ao cargo de Prefeito, mas foi vencido pelo juiz Phil Hardberger.
Em 2009, candidatou-se novamente, ocasião em que foi eleito com 56% dos votos, superando Christian Archer, que em 2005 havia trabalho na campanha do juiz Hardberger.

Em 2011 e 2013, Julián foi reeleito com grande facilidade, recebendo, respectivamente, 82.9% e 67% dos votos em cada pleito.